# Milano-Torino 1914
La Milano-Torino 1914, ottava edizione della corsa, si svolse il 10 maggio 1914 su un percorso di 260 km. La vittoria fu appannaggio dell'italiano Costante Girardengo, che completò il percorso in 9h24'00", precedendo i connazionali Giuseppe Azzini e Carlo Durando.

## Ordine d'arrivo (Top 10)
| Pos. | Corridore                           | Squadra      | Tempo    |
| ---- | ----------------------------------- | ------------ | -------- |
| 1    | Costante Girardengo                 | Maino-Dunlop | 9h24'00" |
| 2    | Giuseppe Azzini                     | Bianchi      | s.t.     |
| 3    | Carlo Durando                       | Maino-Dunlop | s.t.     |
| 4    | Alfonso Calzolari/Angelo Gremo      | ?            | s.t.     |
| 5    | Angelo Gremo/Alfonso Calzolari      | ?            | s.t.     |
| 6    | Emilio Petiva                       | Stucchi      | s.t.     |
| 7    | Carlo Galetti                       | Bianchi      | s.t.     |
| 8    | Pierino Albini                      | Legnano      | a 6'59"  |
| 9    | Gaetano Garavaglia                  | Globo-Dunlop | s.t.     |
| 10   | Leopoldo Torricelli/Marcello Succio | ?            | s.t.     |